# Rhamnus oleoides
Rhamnus oleoides är en brakvedsväxtart som beskrevs av Carl von Linné. Rhamnus oleoides ingår i släktet getaplar, och familjen brakvedsväxter. Inga underarter finns listade i Catalogue of Life.

## Bildgalleri

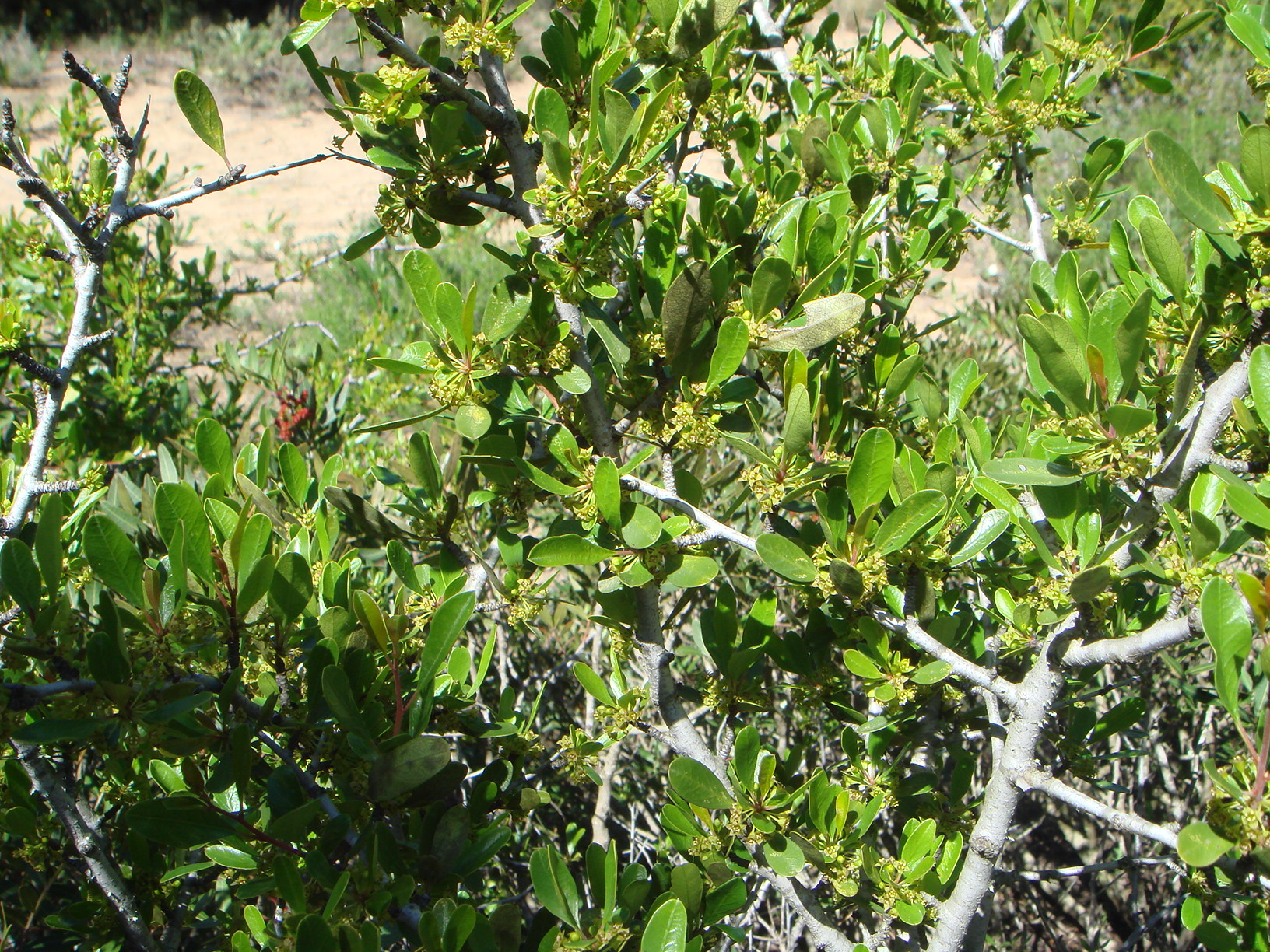